# علي سندي
د. علي سندي سياسي كردي عراقي من مواليد 1965 ووزير التخطيط في حكومة إقليم كردستان.